# Greg Taylor
Greg John Taylor (ur. 5 listopada 1997 w Greenock) – szkocki piłkarz występujący na pozycji obrońcy w szkockim klubie Celtic oraz w reprezentacji Szkocji. Wychowanek Rangers, w trakcie swojej kariery grał także w Kilmarnock.